# Bolmanska bitka
Bolmanska bitka (ili Bitka kod Bolmana) je vođena od 6 do 21. ožujka 1945. godine između jedinica Jugoslavenske armije, Crvene armije i Bugarske armije na jednoj strani i jedinica njemačkog Wehrmachta na drugoj strani. Pobjedu su odnijele jedinice JA i Crvene armije. Ova bitka je bila druga najveća vođena bitka u Baranji poslije bitke kod Batine.

## Uvod
Jedinice njemačkog Wehrmachta su, nakon proboja Virovitičkog mostobrana, izbile iza leđa Trećem ukrajinskom frontu na komunikaciju Batina–Beli Manastir–Pečuh kako bi usporile dalje oslobođanje Mađarske od strane postrojbi Crvene armije. Početkom ožujka 1945, jedinice Šesnaeste vojvođanske divizije nalazile su se 6 km od sela Bolman.
Njemačke postrojbe tukle su položaje kod Bolmana i pokušavale se prebaciti preko Drave između Valpova i Donjeg Miholjca. Cilj im je bio izbiti na sektor Beremend–Petlovac–Bolman, što bi im omogućilo zauzimanje Pečuja.
Dana 5. ožujka, njemačke postrojbe uspjele su napraviti mali mostobran kod Bolmana. Postrojbe 16. i 51. vojvođanske divizije tada su čvrsto držale svoje položaje i taj mostobran ne bi predstavljao veću prepreku da 11. njemačka divizija nije uspjela osvojiti još 43 mostobrana na sektoru koji je držala Prva bugarska armija. Tako je situacija postala ozbiljna.

## Bitka
Jedinicama vojvođanskih divizija bilo je naređeno da krenu prema Bolmanu i Majiškim Međama, jer je neprijatelj krenuo u napad i zauzeo Bolman. Druga vojvođanska brigada dobila je zadatak da se spusti ispod sela Jagodnjaka, a Petnaesta vojvođanska brigada "Šandor Petefi" zadatak da zauzme dio fronta od Jagodnjaka do Majiških Međa.
Bitka je započela paljbom 25 minobacača na Bolman, koji su pripremali teren jedinicama JA. Nakon završetka paljbe, postrojbe su krenule u juriš i zauzele položaje na ulazu u selo. Prvog dana bitke, postrojbe JA su dva puta zauzele selo, ali ga nisu uspjele zadržati. Njemačke jedinice su pokretale jedan napad za drugim, te tako nisu dale vremena postrojbama JA da organiziraju obranu. Nijemci su u međuvremenu uspjeli postaviti pontonski most na Dravi i počeli  prebacivati nove postrojbe u bitku.
Prelaženje sela iz ruku JA u ruke Wehrmachta nastavilo se sljedećih petnaest dana. Kroz to vrijeme, JA je sedam puta zauzela Bolman i šest ga puta napustila. U međuvremenu je bila slomljena kontraofanziva Wehrmachta kod Blatnog jezera, pa su napadi neprijatelja na bolmanskom mostobranu počeli jenjavati. Dana 21. ožujka uveče, odlučeno je da se izvede posljednji juriš za konačno zauzimanje Bolmana. Juriš je započeo u 7 sati uveče i nakon kratkih borbi, neprijatelj se počeo povlačiti. Borbe su završile do 9 sati iste večeri.

## Ishod
Na kraju bitke, Wehrmacht je imao 4.000 vojnika izbačenih iz stroja, a JA 400 poginulih boraca.
Za uspjehe u tim borbama, jedinice Treće jugoslavenske armije dobile su priznanje stožera Trećeg ukrajinskog fronta Crvene armije.

## Vanjske poveznice
- Oaza Beli Manstir: 69-godišnjica Bolmanske bitke
- Općina Jagodnjak: 70 godina Bolmanske bitke
- Novosti: Bolmansko proljeće
- Novosti: Nezaboravljena Bolmanska bitka